# Губернатор Корякского автономного округа
Губернатор Корякского автономного округа — высшее должностное лицо ныне несуществующего субъекта России Корякского автономного округа.
Последним губернатором округа был Олег Кожемяко, 1 июля 2007 года Корякский округ объединился с Камчатской областью в новых субъект — Камчатский край.

## История
Должность губернатора Корякского автономного округа была учреждена 16 ноября 1991 года, в день указом президента России Бориса Ельцина главой региона стал председатель Корякского облисполкома Сергей Леушкин. Первые прямые выборы главы субъекта были назначены 6 сентября 1996 года и состоялись 17 ноября. На них действующий губернатор проиграл, набрав 25,58 % голосов, первое место заняла Валентина Броневич, получившая 47,13 %. Она стала первым губернатором-женщиной в России. Сергей Леушкин попытался отменить выборы и ввести в автономном округе чрезвычайное положение «в связи с недопоставкой энергоносителей и невыплатой заработной платы». Однако под давлением ЦИК он оставил пост.
3 декабря 2000 года в Корякском округе прошли выборы на которых победил Владимир Логинов (50,68 %), Валентина Броневич заняла второе место (32,99 %).
На губернаторских выборах 2004 года участвовало 10 кандидатов, первый тур прошёл 14 марта и не выявил победителя. Действующий губернатор Владимир Логинов получил 37,5 % голосов, прокурор Корякского автономного округа Борис Чуев — 17,98 %. Предвыборная кампания сопровождалась острым противостоянием между кандидатами: в январе прокуратура округа возбудила уголовное дело по факту нецелевого использования администрацией округа 334 млн рублей. Логинов заявил, что это «начало предвыборной кампании Чуева» и направил жалобу в Генпрокуратуру. Прокурор же заявил, что восстанавливает «законность и соблюдение прав граждан, лишённых тепла». Незадолго до второго тура большинство кандидатов-аутсайдеров через СМИ призвали своих избирателей голосовать за Чуева, однако в итоге победил Логинов, набравший 50,88 %, в то время как его конкурент — 39,29 %.
К концу 2004 года прямые выборы глав регионов были отменены, а в 2005 году Владимир Путин отправил в отставку Логинова в связи с «утратой доверия», на его место был назначен Олег Кожемяко, руководивший регионом до объединения с Камчатской областью.

## Список губернаторов
| Место | Место | Руководитель | Руководитель                 | Партия                     | Срок полномочий                 |
| ----- | ----- | ------------ | ---------------------------- | -------------------------- | ------------------------------- |
|       | 1.    |              | Сергей Леушкин (1950–2008)   | «Выбор России»             | 16 ноября 1991 — 17 ноября 1996 |
|       | 2.    |              | Валентина Броневич (1956–)   | «Наш дом — Россия»         | 17 ноября 1996 — 3 декабря 2000 |
|       | 3.    |              | Владимир Логинов (1954–2016) | поддержан «Единой Россией» | 3 декабря 2000 — 9 марта 2005   |
|       | 4.    |              | Олег Кожемяко (1962–)        | «Единая Россия»            | 9 марта 2005 — 1 июля 2007      |